# Koratty
Koratty es una ciudad censal situada en el distrito de Thrissur en el estado de Kerala (India). Su población es de 17618 habitantes (2011). Se encuentra a 36 km de Thrissur y a 41 km de Cochín.

## Demografía
Según el censo de 2011 la población de Koratty era de 17618 habitantes, de los cuales 8593 eran hombres y 9025 eran mujeres. Koratty tiene una tasa media de alfabetización del 96,72%, superior a la media estatal del 94%: la alfabetización masculina es del 97,94%, y la alfabetización femenina del 95,58%.